# Ringenes Herre (film fra 1978)
 Denne artikel omhandler filmen fra 1978. For trilogien af samme navn, se Ringenes Herre (film).
Ringenes Herre (orginaltitel The Lord of the Rings) er en animation fantasystorfilm fra 1978 instrueret af Ralph Bakshi på baggrund af manuskript af Chris Conkling og Peter S. Beagle. Den er baseret på romanserie af samme navn af J. R. R. Tolkien, hvor den filmatiserer Eventyret om Ringen og dele af De to Tårne. Den foregår i Midgår og følger en gruppe fantasyracer; hobbiter, mennesker, en elver, en dværg og en troldmand, der danner et broderskab, for at ødelægge en magisk ring fremstillet af den mørke lord Sauron, der er den primære antagonist.
Bakshi stødte på Tolkiens værker tidligt i sin karriere. Han forsøgte flere gange at producere Ringenes Herre som animationsfilm før producer Saul Zaentz og distributør United Artists gav finansiering. Filmen er kendt for sin store brug af rotoscoping, en teknik hvor scener først filmes som realfilm, og herefter spores over på animationsceller. Den bruger en hybrid af animation og rotoscopet realfilm.
Ringenes Herre blev udgivet i USA d. 15. november 1978 og i Storbritannien 5. juli 1979. Selvom filmen modtog blandede anmeldelser og mange publikummer følte at den ikke var færdig, da fortællingen stopper midt igennem anden bog, blev den en finansiel succes. Der blev ikke produceret en efterfølger til at dække resten af historien. Filmen har dog opnået kultstatus og var en stor inspiration for den new zealandske filmskaber Peter Jackson og hans trilogi fra 2000-2003.

## Medvirkende
- Christopher Guard som Frodo
- William Squire som Gandalf
- Michael Scholes som Sam
- John Hurt som Aragorn
- Simon Chandler som Merry[9]
- Dominic Guard som Pippin
- Norman Bird som Bilbo
- Michael Graham Cox som Boromir
- Anthony Daniels som Legolas
- David Buck som Gimli
- Peter Woodthorpe som Gollum
- Fraser Kerr som Saruman
- Philip Stone som Théoden
- Michael Deacon som Ormetunge
- André Morell som Elrond
- Alan Tilvern som krovært
- Annette Crosbie som Galadriel
- John Westbrook som Træskæg / Lord Celeborn af Lothlorien

## Eksterne Henvisninger
- Ringenes herre på Internet Movie Database (engelsk)
- Ringenes herre på Filmdatabasen
- Ringenes herre i Svensk Filmdatabas (svensk)
- Ringenes herre på AlloCiné (fransk)
- Ringenes herre på MovieMeter (nederlandsk)
- Ringenes herre på AllMovie (engelsk)
- Ringenes herre hos Behind The Voice Actors (engelsk)
- Ringenes herre på Turner Classic Movies (engelsk)
- Ringenes herre på The Movie Database (engelsk)
- Ringenes herre på Rotten Tomatoes (engelsk)